# 橋本和芙
橋本 和芙（はしもと かずお、 - 1995年8月）は世界に1,000件を越す特許を取った日本人発明家。発明品目の中にはナンバーディスプレイ方式や1984年（昭和59年）7月に米国特許を得た留守番電話などがある。
1982年（昭和57年）には黄綬褒章が授与された。1994年に電話の関する偉大な貢献があったとしてニュージャージー工科大学から名誉理学博士とされた。